# Альберт Елліс
Альберт Елліс (англ. Albert Ellis; 27 вересня 1913, Піттсбург — 24 липня 2007, Нью-Йорк) — американський психолог і когнітивний терапевт, автор раціонально-емоційної поведінкової терапії (англ. rational emotive behavior therapy), підходу в психотерапії, який розглядає негативні емоції і дисфункціональні поведінкові реакції як такі, що з'являються не внаслідок власне досвіду, а внаслідок інтерпретації цього досвіду, тобто як результат неправильних когнітивних установок — ірраціональних вірувань (англ. «irrational beliefs» — див. Модель ABC). Також був відомий як сексолог і один з ідеологів сексуальної революції.
Створив і був президентом Інституту Альберта Елліса (The Albert Ellis Institute [Архівовано 11 вересня 2018 у Wayback Machine.]).
У 1982 році був визнаний другим за впливовістю психотерапевтом світу, після Карла Роджерса (третім названо Зигмунда Фрейда); у 1993 році — першим (Елліс, Роджерс, Бек). Заслужено ділить з А.Беком лаври піонерів когнітивного підходу.

## Біографія
Альберт Елліс ріс найстаршою дитиною в єврейській родині в Піттсбурзі (штат Пенсільванія), куди його батьки емігрували з Росії в 1910 році. Батьки перебралися в Нью-Йорк і розлучилися, коли хлопчикові було 12 років. Все подальше життя Елліса пов'язане з цим містом. Він закінчив університет (бакалаврат у сфері бізнесу) і по закінченні деякий час пробував займатися бізнесом і літературною працею, але незабаром зацікавився психологією. Наприкінці 30-х рр. він вступає на відділення клінічної психології Колумбійського Університету (ступінь магістра в 1943 р.), захищає дисертацію (Ph.D., 1946) і отримує додаткову психоаналітичну підготовку в інституті Карен Горні. Елліс зазнав значного впливу Карен Горні, а також Альфреда Адлера, Еріха Фромма та Гаррі Саллівана, але до середини 1950-х розчарувався в психоаналізі і зайнявся розробкою власного підходу. У 1955 р. цей підхід отримав назву раціональної терапії.
Елліс заснував і тривалий час очолював Інститут Альберта Елліса в Нью-Йорку, до тих пір, поки рада організації не зняла його із займаної посади. Альберт Елліс незважаючи на повну глухоту продовжував активну роботу незалежно. 30 січня 2006 нью-йоркський суд ухвалив рішення про незаконність зміщення його з посади.
24 липня 2007 року, у віці 93 років Альберт Елліс помер.

## Наукова і практична діяльність
Альберт Елліс більшу частину свого життя присвятив психотерапевтичній практиці і консультуванню: спочатку непрофесійно, потім — як психоаналітик. Пізніше він розчаровується в психоаналізі і публікує статтю «Telepathy and psychoanalysis: a critique of recent findings», що містить критичні зауваження з приводу антинаукової містики і окультизму в психологічній літературі.
У 1950-1960-х роках Елліс створює основи раціонально-емоційної поведінкової терапії (РЕПТ) та її центральної моделі виникнення емоційних розладів — Модель ABC. Протягом усього життя вчений розвиває це новий напрям психотерапії, приділяючи особливу увагу дослідній перевірці істинності основних положень теорії та ефективності використовуваних терапевтичних методів.
За своє життя Елліс встиг опублікувати понад 50 книг і близько 500 статей, заснував інститут і школу для дітей з викладанням основ РЕПТ, провів безліч лекцій і семінарів, знайшов прихильників і послідовників.

## Раціонально-емоційна, поведінкова терапія (РЕПТ)
Раціонально-емоційна, поведінкова терапія (РЕПТ) (раніше — «РТ» та «РЕТ») являє собою «теоретично несуперечливий еклектизм» різних психотерапевтичних методик: когнітивних, емоційних і поведінкових. Відмінністю РЕПТ є поділ всіх емоцій, які відчуває людина, на раціональні (продуктивні) та ірраціональні (непродуктивні, деструктивні, дисфункціональні), причиною яких є ірраціональні вірування (іноді — «ірраціональні переконання», англ. «irrational beliefs»).
Оскільки Елліс починав свій шлях психотерапевта як психоаналітик, не дивно, що на його погляди глибоко вплинули ідеї таких психоаналітиків як Карен Горні і Альфред Адлер. Однак Елліс згодом розійшовся в поглядах з психоаналізом, і в результаті, за твердженнями авторів і прихильників, РЕПТ є гуманістичною формою терапії, наслідком чого є один з основних терапевтичних принципів РЕПТ — безумовне прийняття («безумовне позитивне ставлення» в термінології К. Роджерса) терапевтом клієнта як особистості при збереженні критичного ставлення до його негативних вчинків.
Більше того, описуючи ставлення РЕПТ-терапевта до клієнта, Елліс на перше місце ставить всю тріаду Роджерса. Крім цього в списку йдуть гумор (тільки там, де він доречний; гумор як іронічно-веселе ставлення до життя, але не жарти на адресу особистості, почуттів, думок і вчинків клієнта), неформальність (але не розвага на сеансах психотерапії, які проводяться за гроші клієнта), обережний прояв безмірної теплоти до клієнта (надмірне емоційне співпереживання теж шкодить). Елліс визначав роль РЕПТ-терапевта як авторитетного і надихаючого вчителя, який намагається навчити своїх клієнтів, як бути своїм власним терапевтом після закінчення формальних сеансів.
Справедливість основних теоретичних положень і терапевтична ефективність РЕПТ підтверджуються безліччю експериментальних досліджень.
РЕПТ поділяється на загальну РЕПТ (націлена на навчання клієнтів раціональній поведінці в проблемних областях) і переважну РЕПТ (навчити клієнтів самодопомозі, використовуючи методи РЕПТ).

### Модель ABC
Модель ABC (іноді — «A-B-C») виникнення психічних розладів стверджує, що дисфункціональні емоції, що позначаються буквою «C» («наслідки», англ. consequences), виникають не під впливом «активуючих подій» (іноді — «активатори» літера «A», англ. activating events), а під впливом ірраціональних вірувань (іноді — «переконання», буква «B», англ. beliefs), що формулюються у формі абсолютистських вимог або «повинностей» (англ. demands).
Ключем до позитивних змін у моделі вважається виявлення, аналіз і активне заперечення ірраціональних вірувань (відповідає етапу «D» в розширеній моделі ABCDE — англ. disputation) з подальшим закріпленням результатів («E», англ. end result). Для цього клієнтів навчають зауважувати і розрізняти дисфункціональні емоції і шукати їхні когнітивні причини.

### Психологічне здоров'я та його критерії за РЕПТ
Для психологічно здорової людини характерна філософія релятивізму, «побажання»;
Раціональні похідні від цієї філософії такі:
1. оцінка — визначення неприємності події (замість драматизації);
2. толерантність — я визнаю, що неприємна подія сталося, оцінюю її неприємність і намагаюся змінити або, якщо неможливо змінити, приймаю ситуацію і займаюся втіленням у життя інших цілей (замість «я цього не переживу»);
3. прийняття — я приймаю те, що люди недосконалі і не зобов'язані поводитися не так, як зараз, я приймаю, що люди занадто складні і мінливі, щоб можна було давати їм глобальну категоричну оцінку, і я приймаю умови життя такими, які вони є (замість осуду);

Похідні названі як раціональні, тому що зазвичай вони сприяють досягненню людьми своїх цілей або формуванню нових, якщо колишні цілі не можуть бути здійснені.
Таким чином, основні критерії психологічного здоров'я людини:
- Дотримання власних інтересів.
- Соціальний інтерес.
- Самокерування.
- Висока толерантність до фрустрації.
- Гнучкість.
- Прийняття невизначеності.
- Відданість творчим заняттям.
- Наукове мислення.
- Прийняття себе.
- Ризикованість.
- Відстрочений гедонізм.
- Антиутопізм.
- Відповідальність за свої емоційні розлади.

## Нагороди та премії
- 1971 — нагорода «Гуманіст року» Американської гуманістичної асоціації[ru]  [Архівовано 24 травня 2015 у Wayback Machine.].
- 1985 — нагорода Американської психологічної асоціації «за видатний професійний внесок у прикладні дослідження»  [Архівовано 20 травня 2009 у Wayback Machine.].
- 1988 — нагорода Американської асоціації консультування «за професійні досягнення» .
- 1996 і 2005 — нагороди Association for Behavioral and Cognitive Therapies .

## Релігійні та філософські погляди
Альберт Елліс у своїх релігійних переконаннях дотримувався агностицизму, стверджуючи, що Бога «найпевніше немає», але при цьому не заперечуючи можливості його існування. У книзі «Секс без вини» (Ellis A. Sex Without Guilt. — NY: Hillman, 1958) вчений висловив думку про те, що релігійні догми, що вводять обмеження на вираження сексуальних переживань, часто негативно позначаються на психічному здоров'ї людей.
Основні філософські погляди Елліса вписуються в рамки концепцій гуманізму і стоїцизму. У своїх книгах та інтерв'ю вчений часто цитував своїх улюблених філософів: Марка Аврелія, Епіктета та інших.

### Російською
- Елліс А., Драйден У. Практика раціонально-емоційної поведінкової терапії. — СПб.: Мова, 2002. — 352 с. — ISBN 5-9268-0120-6
- Елліс А., Макларен К. Раціонально-емоційна, поведінкова терапія. — РнД.: Фенікс, 2008. — 160 стор. — ISBN 978-5-222-14121-2
- Елліс А. Гуманістична психотерапія: Раціонально-емоційний підхід. / Пров. з англ. — СПб.: Сова; М.: ЕКСМО-Прес, 2002. — 272 с. (Серія «Сходинки психотерапії»). ISBN 5-04-010213-5
- Елліс А., Конвей Р. Кого хоче жінка? Практичний посібник з еротичного зваблення. — М.: Центрполиграф, 2004. — 176 стор. — ISBN 5-9524-1051-0
- Елліс А., Ландж А. Не тисніть мені на психіку! — СПб.: Пітер Прес, 1997. — 224 с. — (Серія «Сам собі психолог»). ISBN 5-88782-226-0
- Елліс А. Психотренінг за методом Альберта Елліса. — СПб.: Пітер Ком, 1999. — 288 с. — (Серія «Сам собі психолог»). ISBN 5-314-00048-2
- Кассинов Р. Раціонально-емоційно-поведінкова терапія як метод лікування емоційних розладів [Архівовано 28 січня 2019 у Wayback Machine.] // Психотерапія: Від теорії до практики. Матеріали I з'їзду Російської Психотерапевтичної Асоціації. — СПб.: изд. Психоневрологічного інституту ім. В. М. Бехтерева, 1995. — С. 88-98.
- Де докази? Альберт Елліс: переворот в психотерапії [Архівовано 15 липня 2019 у Wayback Machine.] // «Здоровий глузд» 2008, № 1 (46)
- МакМаллин Р. Практикум по когнитивной терапии = The New Handbook on Cognitive Therapy Techniques. — Спб. : Речь, 2001. — 560 с. — 5000 екз. — ISBN 5-9268-0036-6.

### Англійською
- Sex and the Single Man; Lyle Stuart, Inc. 1963 — 63-13723
- Homosexuality: causes and Its Cures; Lyle Stuart. 1965
- A Guide to Rational Living; Wilshire Book Company. 1975 — ISBN 0-87980-042-9
- How to Live With a Neurotic; Wilshire Book Company. 1979 — ISBN 0-87980-404-1
- When AA doesn't Work For You: Rational Steps to Quitting Alcohol; Barricade Books. 1992 — ISBN 0-942637-53-4
- The Art and Science of Rational Eating; with Mike Abrams Ph.D. and Lidia Abrams Ph.D.; Barricade Books. 1992 — ISBN 0-942637-60-7
- How to Cope with a Fatal Illness; with Mike Abrams Ph.D.; Barricade Books. 1994 — ISBN 1-56980-005-7
- How to Keep People from Pushing Your Buttons; with Arthur Lange. Citadel Press. 1995 — ISBN 0-8065-1670-4
- Alcohol: How to Give It Up and Be Glad You Did; with Philip Tate Ph.D. See Sharp Press. 1996 — ISBN 1-884365-10-8
- How to Control Your Anger Before It Controls You; with Raymond Chip Tafrate. Citadel Press. 1998 — ISBN 0-8065-2010-8
- The Secret of Overcoming Verbal Abuse: Getting Off the Emotional Roller Coaster and Regaining Control of Your Life; with Marcia Grad Powers. Wilshire Book Company. 2000 — ISBN 0-87980-445-9
- Overcoming Destructive Beliefs, Feelings, and Behaviors: New Directions for Rational Emotive Behavior Therapy; Prometheus Books. 2001 — ISBN 1-57392-879-8
- Overcoming Procrastination: Or How to Think and Act Rationally in Spite of life's Inevitable Hassles; with William J. Knaus.
- Feeling Better, Getting Better, Staying Better: Profound Self-Help Therapy For Your Emotions; Impact Publishers. 2001 — ISBN 1-886230-35-8
- The Road to Tolerance: The Philosophy of Rational Emotive Behavior Therapy; Prometheus Books. 2004 — ISBN 1-59102-237-1
- The Myth of Self-Esteem; Prometheus Books. 2005 — ISBN 1-59102-354-8

Повна бібліографія(англ.)